# Engelbert (Kärnten)
Engelbert (Engelbert II.) († 13. April 1141 im Kloster Seeon) aus dem Geschlecht der Spanheimer war Markgraf von Istrien (und Krain?) (1103–1124/1134) und von Verona und Herzog von Kärnten (1123/24–1135).

## Leben und Wirken
Engelbert war ein jüngerer Sohn von Graf Engelbert I. und der Hedwig, aus einem Adelsgeschlecht aus Friaul.
Durch die Ehe mit der Erbtochter Uta (* um 1085; † 9. Februar 1150), Tochter des einstigen Passauer Burggrafen Ulrich und Adelheid von Lechsgemünd, die zuvor bis zu dessen Tod (vermutlich 1085) mit Markwart von Marquartstein verheiratet war, erwarb er große Besitzungen südwestlich von Passau, im Rottal und im Isengau. Aus diesen Besitzungen schuf Engelbert die Grafschaft Kraiburg-Marquartstein und wurde Vogt zu Baumburg. Auf dem strategisch günstigen Hügel über dem Ort Kraiburg errichtete er um das Jahr 1100 eine wehrhafte Burg (Burg Kraiburg), welche das Zentrum dieser Grafschaft bildete.
1091 holte Engelbert im Auftrag seines Vaters aus Hirsau Mönche zur Besiedlung des neu errichteten Hausklosters St. Paul,
1099 wurde er dessen Vogt. 1100 wurden ihm vom Gurker Gegenbischof Berthold zwei Trixener Burgen übertragen, 1106 der Markt Friesach.
1108 wurde Engelbert durch Heinrich V. als Nachfolger des
Moosburgers Burkhard zum Markgraf von Istrien erhoben. Die Markgrafschaft sollte sich bis ins Jahr 1173 in Spanheimer Besitz befinden. Diese Belehnung legte den Grundstock für die reichen und ausgedehnten Besitzungen im benachbarten Krain. Ebenso ist darin die gestiegene Bedeutung der Spanheimer zu erkennen, da der Kaiser im Gegensatz zu seinem Vater Heinrich IV., der Engelbert I. noch der Grafschaft im Pustertal enthoben hatte, um die Gunst der mächtigen Spanheimer warb; wie es scheint erfolgreich, denn Engelbert II. fand sich bald im Gefolge Heinrichs V. und nahm am 13. April 1111 an dessen Kaiserkrönung teil.
1122 nahm Engelbert II. an der Reichsversammlung in Worms teil, die das später so genannte Wormser Konkordat aushandelte, das dem Investiturstreit ein Ende setzte. In dieser Urkunde erscheint er unter dem 23. September 1122 – zusammen mit seinem Bruder Hartwig I., Bischof von Regensburg – in der Zeugenliste.
Nach dem Tode seines Bruders Heinrich, der am 14. Dezember 1123 verstorben war, folgte ihm Engelbert als Herzog von Kärnten. Aus diesem Grund teilte er seine Besitzungen unter seinen Söhnen auf und trat ihnen die meisten Titel ab. Im Jahre 1135 verzichtete Engelbert II. jedoch auf das Amt des Herzogs und Kaiser Lothar III. belehnte seinen Sohn Ulrich I. Anschließend trat Engelbert in das Benediktinerkloster Seeon im Chiemgau ein. Dort verstarb er im Jahre 1141 als Mönch und wurde dort auch begraben.
Er war – anders als sein Vater – treue Salier-Stütze, mit seinen Brüdern scharfer Gegner der Salzburger Erzbischöfe und Gurker und Bamberger Bischöfe und stritt oft mit den Patriarchen von Aquileia.
In Kraiburg am Inn ist heute die Graf-Engelbert-Straße nach ihm und seinem Sohn Engelbert III. benannt.

## Familie
Engelbert war verheiratet mit Uta  (* um 1085; † 9. Februar 1150), Tochter des Grafen Ulrich von Passau († 1099) und Adelheid von Lechsgemünd († zwischen 1104/1105 und spätestens um 1111/1112)
Kinder:
- Ulrich I. († 1144), Herzog von Kärnten
- Engelbert III. († 1173), Markgraf von Istrien (1124–1171), Markgraf von Tuszien
- Heinrich († 1169), Bischof von Troyes (1145–1169)
- Rapoto I. († 1186), Graf von Ortenburg
- Adelheid († um 1178), Äbtissin von Göss
- Hartwig II. († 1164), Bischof von Regensburg (1155–1164)
- Mathilde († 1160/61), ⚭ 1123 Theobald IV., Graf von Champagne-Blois († 1152)